# 2016년 튀르키예 쿠데타 미수
2016년 튀르키예 쿠데타 미수(튀르키예어: 2016 Türkiye askerî darbe girişimi)는 2016년 7월 15일에 발생한 튀르키예의 쿠데타 시도이다.
튀르키예 군인들은 15일 밤 (현지시간) 국영 TRT TV 방송을 통해 수도 앙카라와 최대 도시 이스탄불의 주요 국가시설들을 장악했으며, 권력을 확보해 상황을 통제하고 있다는 성명을 냈다. 군인들은 성명에서 평화 의회가 이제 국가를 운영하고 있으며 군법에 따라 야간 통행금지령을 내린다고 발표했다. 또한 한때 레제프 타이이프 에르도안 튀르키예 대통령은 독일 망명을 타진하고 있다고 MSNBC가 미군 소식통의 말을 인용해 보도하였다.
그러나 현지 시간 2016년 7월 16일 오전부터 튀르키예 군중이 앙카라와 이스탄불 광장에 집결해 쿠데타 세력에 반대하는 목소리를 냈으며, 시간이 지나면서 에르도안 대통령과 친정부 세력이 상황을 타개하여 군부의 쿠데타 시도는 실패로 귀결되었다.

## 배경
1980년 9월 12일 케난 에브렌 육군 참모총장이 쿠데타를 일으켜 군사정권을 수립, 1982년부터 7년간 대통령을 지냈다. 케난 에브렌 전 대통령은 2014년 6월 쿠데타를 시도한 타신 샤힌카야 공군 참모총장과 함께 종신형을 선고받았다. 그 후 케난 에브렌 전 대통령은 노환으로 병원에 수용되었으며, 2015년 5월 9일 97세로 병상에서 사망했다.
2002년 총선에서 레제프 타이이프 에르도안의 이슬람주의, 우익인 정의개발당이 승리하자, 케말 파샤의 튀르키예 공화국 건국 이념인 세속주의를 추종하는 군부에서, 2003년 대형망치(발료즈) 작전이란 쿠데타를 모의했다. 2010년 튀르키예 검찰은 체틴 도안 육군 1군사령관, 하밀 이브라힘 프르트나 공군사령관 등 300여명을 구속 기소했다. 2012년 9월 1심 판결에서 300여 명에게 유죄를 선고했다. 2013년 9월 항소심에서는 237명의 유죄가 확정됐다. 그러나 2014년 6월 18일 튀르키예 헌법재판소는 증거로 제시된 컴퓨터 하드디스크가 조작되는 등의 문제로 재심을 결정했다. 다음날인 2014년 6월 19일, 튀르키예 이스탄불 법원은 '대형망치' 쿠데타 작전 사건을 재심해야 한다며 모든 용의자의 석방을 결정했다.

### 세속주의
튀르키예 헌법 제2조는 세속주의를 천명하고 있다. 튀르키예 군부는 케말 파샤의 건국 이념인 세속주의가 침해되면 자주 쿠데타를 일으키는 전통이 있다.
세속주의란 프랑스의 양대 핵심이념인 톨레랑스와 라이시테의 라이시테가 바로 세속주의, 정교 분리 원칙, 국교 부인 원칙을 말한다. 톨레랑스는 타종교에 대한 관용, 즉 종교의 자유를 말한다. 튀르키예도 건국 이념으로 라이시테를 천명하여, 이슬람 국가들이 보통 채택하고 있는, 이슬람교를 국교로 채택하는 것을, 명확하게 반대한다.

### 에르도안 대통령
2003년 총선 승리로 우익 정의개발당의 에르도안이 총리가 되어 11년간 재임했으며, 대통령제로 헌법을 개정해서 대통령에게 권한을 몰아준 뒤 2014년 대통령에 취임했다. 10여년째 장기집권을 한 레제프 타이이프 에르도안 튀르키예 대통령은 튀르키예 헌법 제2조의 라이시테에 반대하는 이슬람주의 성향을 지지하고 있어서, 라이시테를 추종하는 튀르키예 군부와 이념적으로 적대 관계이다.

### 1군 사령관
이번 튀르키예 쿠데타는 튀르키예 육군 1군 사령관이 주도한 것으로 알려졌다. 튀르키예 합참의장은 구금 상태이며, 튀르키예 육군 참모총장은 존재가 불분명하기 때문에, 튀르키예 최대 도시 이스탄불에 위치한 튀르키예 1군 사령부가 튀르키예 군부의 핵심이다. 튀르키예 수도 앙카라는 2번째 규모의 대도시이다.

## 전개

### 점령 시도

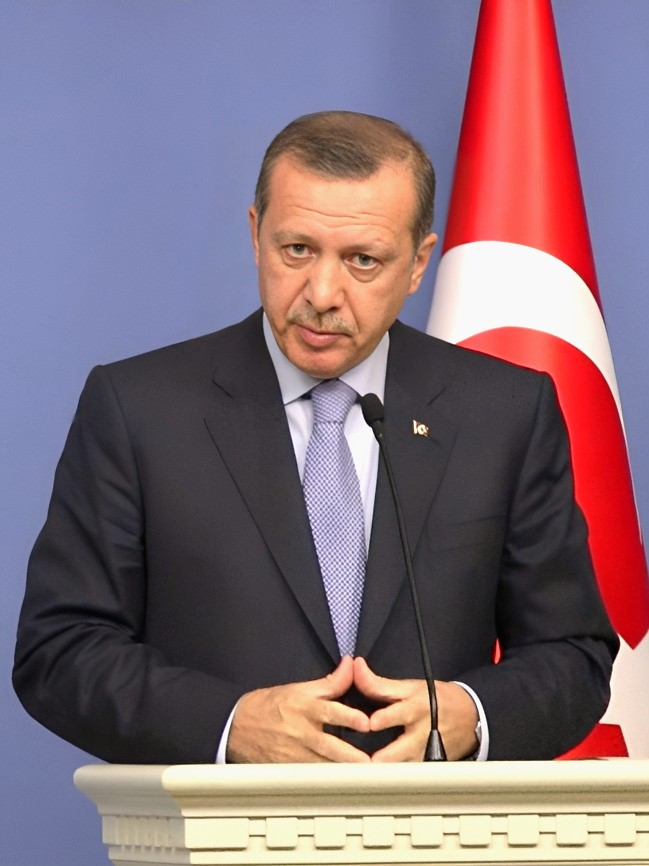
튀르키예 대통령 레제프 타이이프 에르도안

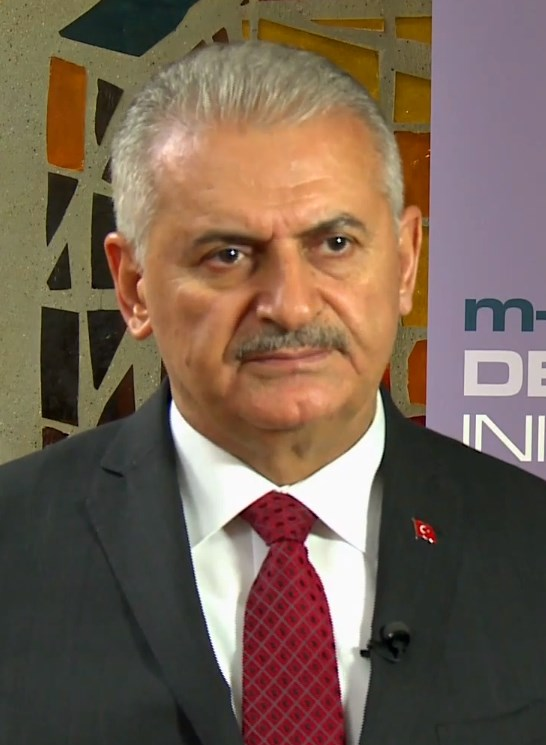
튀르키예 총리 비날리 을드름

2016년 7월 15일, 오후 11시(EEST)에 보도된 바에 따르면 전투기가 앙카라 상공을 비행하는 것이 목격되었고, 아나톨리아에서 유럽으로 향하는 이스탄불 파티흐 술탄 메흐메트 교와 보스포루스 교가 폐쇄되었다.
튀르키예 총리 비날리 을드름은 군사적 행동이 "명령의 사슬 바깥에서 취해지고 있다"며, 이는 "군부의 일부"가 권력을 차지하기 위한 "불법적 시도"라고 말하였다. 또한 가담한 자들은 "가장 값비싼 대가를 치를 될 것"이라고 말하였다. 지역 매체들은 이스탄불의 아타튀르크 공항의 탱크가 있다고 보도하였다. 또한 튀르키예의 인터넷 사용자들이 트위터와 페이스북, 유튜브에 접속하는 것이 차단되었다고 보도하였다. 트위터는 이후에 "우리가 완전히 차단되었다고 생각할 이유가 없다"고 주장하였다. 훌루시 아카르(Hulusi Akar) 튀르키예군 합참 의장을 비롯하여 인질 몇 명이 군 본부에서 붙잡혔고, 군부는 정의개발당 사무실에 들어가 퇴거를 요구하였다.
오후 11시와 오전 12시 즈음 헬리콥터가 앙카라 바깥쪽에 있는 경찰 특공대와 경찰 항공대 본부를 폭격하였다. 이 폭격으로 42명이 죽고 43명이 다쳤다. 튀르크사트 본사 또한 공격당했으며, 2명의 보안 요원이 사망하였다. 오후 11시 50분 즈음에 군인들이 이스탄불 중앙의 탁심 광장을 점령하였다.
오전 12시 2분에 로이터는 튀르키예 군인들이 앙카라의 튀르키예 국영 방송사인 튀르키예 라디오 텔레비전 공사(TRT)에 있다고 보도하였다. 쿠데타 시도 도중에 군인들은 앵커 티젠 카라쉬(Tijen Karaş)에게 "민주주의적이며 세속주의적인 법의 통지가 현 정부에 의해 침해되고 있다"며 튀르키예는 현재 "주민의 안전을 보장"할 "평화 위원회"에 의해 지도되고 있다고 주장하는 성명서를 읽을 것을 강요하였다. 성명서에서 군인들은 "민주주의 질서를 수호하기 위하여 행동을 한 것이며, 법의 지배는 최우선 순위를 유지하야 한다"고 주장하였다. 또한 성명서는 임시적인 군사적 지배를 명령하고, 새로운 헌법이 "가능한 빨리" 준비될 것이라고 주장하였다. 이후 TRT는 송출이 중단되었다.

### 쿠데타 시도 실패
에르도안 대통령은 비행기로 이스탄불에 도착하여, 수천의 사람이 밖에 모인 가운데 오전 4시 즈음에 공항에서 텔레비전으로 방영된 연설을 하였다. 오전 6시 30분 즈음에 에르도안 대통령은 공항에서 지지자들에게 연설을 하였다. 그는 "튀르키예에서 무장된 군대는 나라를 지배하지 않으며, 나라를 이끌지 않는다. 그들은 그럴 수 없다."고 말하고, "펜실배니아에 있는 사람들(펜실배니아에 거주하는 펫훌라흐 귈렌과 그의 히즈메트 운동을 말함)"을 쿠데타의 배후로 비난하였다.
로이터는 7월 16일 이른 시간에 군중이 친쿠데타 군부 통치를 반대하고 이스탄불과 앙카라의 주요 광장에 모였기 때문에 쿠데타가 와해되는 것처럼 보인다고 보도하였다. 로이터는 또한 이스탄불 탁심 광장에서 친쿠데타 군인들이 경찰에 항복하였다고 보도하였다. 오전 5시 18분에 아타튀르크 공항이 완전히 재탈환되었으며 동시에 경찰이 튀르키예 군 본부에 있는 쿠데타 주동자를 포위하였다고 보도되었다. 오전 6시와 8시 사이에 작은 전투가 벌어졌다. 아카르 참모 총장의 부재 중에 위미트 뒨다르(Ümit Dündar)가 합참 의장 대리로 임명되었다.

## 쿠데타 이후

### 체포, 숙청
에르도안은 쿠데타가 미수로 돌아간 후, 튀르키예의 공무원과 군인에게 피의 숙청이 있을 것이라고 엄포했다. 뉴욕 타임스나 이코노미스트 같은 서구 언론들은 에르도안의 숙청 작업을 역쿠데타(counter-coup)로 불렀다. 2016년 7월 20일까지 45,000명의 군인, 경찰, 판사, 공무원들이 체포되거나, 정직됐다. 이 중 판사가 2,700명, 교사가 15,000명이 포함되어 있었고, 대학교의 학장도 정직됐다.

## 분석

### 실패 이유
쿠데타 분석 서적인 《시징 파워》(Seizing Power)의 저자 Naunuhal Singh에 따르면 쿠데타는 쿠데타 공모자들이 미디어에 대한 통제를 확보하고 네러티브를 구현하는 데에 실패하였다. 반란 세력은 그들의 통제하는 미디어를 통하여 메시지를 효과적으로 방송하는 데에 실패한 데다가 사설 텔레비전 네트워크나 휴대 전화 네트워크, 네트워크 소셜 미디어를 완전히 차단하는 데에도 실패하였다.
군사 분석가 에드워드 N. 룻왁(Edward N. Luttwak)에 따르면 반란 세력이 에르도안이나 다른 고위 관료를 죽이거나 억류하여 그들을 무력화하는 데에 실패한 것도 쿠데타 실패의 중요한 원인이다. 특수 부대가 에르도안 대통령을 사살하거나 포획하기 위해 헬리콥터로 보내졌으나 에르도안이 이미 피신한 뒤였기 때문에 실패하고 말았다. 에르도안이 아타튀르크 공항에 도착하자 쿠데타는 와해되었다.
쿠데타가 실패한 다른 주요 원인은 쿠데타가 군부 전체가 아니라 산발적인 파벌에 의해 실행되었기 때문이다. 가장 높은 계급의 장성은 쿠데타를 반대하였으며, 공개적으로 주둔지로 돌아갈 것을 명령하였다. 명령의 사슬 밖에서 행동함으로써 반란 세력은 목적을 달성하기 위한 조력과 자원을 결여하였다. 반란 세력이 동원한 징집된 군인들은 임무의 진정한 목적에 대한 정보를 받지 못하여 사기를 잃었으며, 그들 중 상당수가 민주주의 지자자들에게 발포하는 것 대신 항복하였다.